# Bitestikelinflammation
Bitestikelinflammation, epididymit, är en inflammation i bitestiklarna. Bitestiklarna sitter på baksidan av testiklarna och är en del av mannens reproduktionsorgan. När en inflammation uppstår i bitestiklarna blir dessa varma, svullna och smärtar.
Orsaker till sjukdomen är oftast en infektion orsakad av bakterier. Hos yngre och sexuellt aktiva män orsakas den vanligen av gonorré eller klamydia medan den hos äldre och medelålders män vanligen orsakas av urinvägsbakterier. Symptom på sjukdomen är hög feber och smärtor i ena sidan av pungen. Behandlas med smärtstillande medel och antibiotika.
Symptomen på bitestikelinflammation är plötslig smärta i ena eller bägge testiklarna. Pungen känns varm, öm och svullen. I vissa fall kan vätska samlas kring testikeln. Detta tillstånd kallas för en hydrocele och är ett godartat tillstånd som känns som en svulst eller klump. Flytningar från penis kan förekomma, vilket kan tyda på att den bakomliggande orsaken till bitestikelinflammationen är en könssjukdom. En person som har drabbats av bitestikelinflammation kan ha svårt att kissa, eller behöva kissa oftare, vilket kan tyda på en urinvägsinfektion.